# La Rierada
La Rierada és un poble pertanyent al terme municipal de Molins de Rei. Està situat dins la serra de Collserola i l'any 2005 tenia 129 habitants. Hi passa la riera de Vallvidrera o de la Rierada.
El nucli de població antigament pertanyia al desaparegut municipi de Santa Creu d'Olorda, i restava envoltat de masies; una d'elles, Can Santoi, acull en la seva finca una casa de colònies i el Centre d'Educació Ambiental i de Lleure.
A principis de segle se'n van començar a poblar els territoris amb edificacions de segona residència. Actualment tenen una població fixa de 219 persones, que frueixen d'un bonic paisatge als peus de les penyes d'en Castellví, de 236 m d'altitud.
S'hi accedeix per la carretera BV-1418, que, des de Sant Bartomeu de la Quadra passant per la Rierada, Vallpineda i la Floresta, comunica amb Sant Cugat del Vallès.
La Rierada és situada en una zona enclotada i vorejada per les muntanyes que formen la serra de Collserola. És arrecerada pel nord i pel sud, envoltada de vegetació intensa i, per la seva situació, menys assolellada que la plana. Fet que fa que, quant a la temperatura ambient, la Rierada presenti pel cap baix un parell de graus de diferència respecte a la temperatura de la vila de Molins de Rei.

## Resum històric
La Rierada es formà, pròpiament, al voltant de la masia de can Castellví, la qual data de l'edat Mitjana.
Fins al segle ix és considerat caseria afecta a "La Quadra de Sant Bartomeu", dependent del castell d'Olorda.
Junt amb Sant Bartomeu fou municipi fins a la primera meitat del segle xix, quan fou annexionat definitivament a Molins de Rei com a barriada.
La Rierada mantingué les condicions d'un nucli rural fins a l'inici del segle xx, en què es comencen a construir-hi habitatges de segona residència.

## Clima
El clima de la zona correspon al tipus mediterrani, les dades tèrmiques aproximades del qual indiquen una mitjana anual d'entre 16 i 18 °C. El mes més fred és el gener (8-10 °C) i el més calorós, el juliol (24-26 °C). Pel que fa a la humitat, se situa en un valor mitjà del 70% i la pluviositat, entorn de 550 mm a l'any.
Les característiques de les precipitacions són del caire de xàfecs torrencials intensos i de curta durada, fet que suposa una forta erosió per arrossegament de materials.

## Flora i fauna

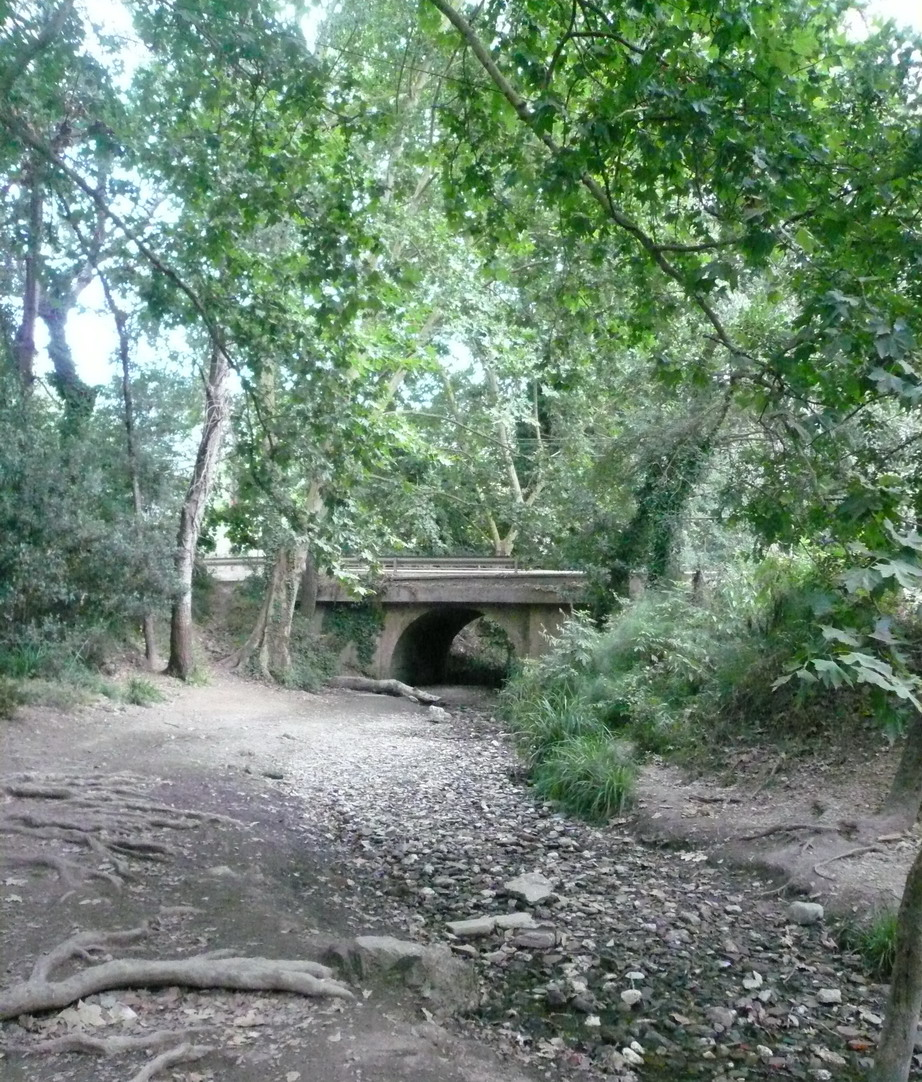
La riera de Vallvidrera a la Rierada

Quant a la flora, l'àrea de la Rierada presenta frondoses pinedes de pi blanc, amb presència de pi pinyer, pollancre a la fondalada, alzinar i roure (si bé rònec i de poca fronda). Probablement l'alzina fou la principal espècie, temps enrere, del bosc, però ha estat desplaçada pel pi.
El sotabosc és propi de l'alzinar, amb les seves espècies característiques.
Així mateix, és notòria la gran varietat d'arbres provinents dels plantats als jardins dels habitants de la zona urbanitzada. Hi trobem plàtans, avets i xiprers, oms i mimoses, palmeres i llorers, i tota mena d'arbres fruiters.
Les fondalades de la Rierada i Can Santoi presenten racons de gran bellesa.
La riera de Vallvidrera, que transcorre pel bell mig de la Rierada, dona peu al creixement d'espècies típiques dels llocs d'aigua.
Pel que fa a la fauna, hi són presents els animals propis de la zona i en destaca la varietat i abundància d'espècies d'ocells.